# Zebinus villosulus
Zebinus villosulus är en skalbaggsart som beskrevs av Oliver Erichson Janson 1885. Zebinus villosulus ingår i släktet Zebinus och familjen Cetoniidae. Inga underarter finns listade i Catalogue of Life.